# Coupe d'Asie des vainqueurs de coupe de football 1991-1992
Navigation
Édition précédente Édition suivante
La Coupe d'Asie des vainqueurs de coupe 1991-1992 est la deuxième édition de la Coupe d'Asie des vainqueurs de coupe de football, compétition organisée par l'AFC. Elle oppose les vainqueurs des Coupes nationales des pays asiatiques lors de rencontres disputées en matchs aller-retour, à élimination directe. 
Cette saison voit le sacre du club japonais du Nissan Motors FC qui bat Al Nasr Riyad d'Arabie saoudite. C'est le premier succès en Coupe d'Asie pour le club.

## Résultats

### Premier tour

#### Asie de l'Ouest
| Équipe 1            | Résultat      | Équipe 2            | Aller | Retour |
| ------------------- | ------------- | ------------------- | ----- | ------ |
| Sharjah SC          | 2 - 2e        | Dhofar Club         | 2 - 1 | 0 - 1  |
| Al Sadd Sports Club | 2 - 2 2-4 tab | Kazma Sporting Club | 1 - 1 | 1 - 1  |
| Al Nasr Riyad       | 4 - 2         | Al-Ansar Club       | 2 - 1 | 2 - 1  |
| Al Ahli             | 1 - 2         | Al Ramtha SC        | 1 - 0 | 0 - 2  |

- Les clubs d'Al Ahli (Yémen) et de Malavan FC (Iran) sont exempts et entrent directement au deuxième tour.

#### Asie de l'Est
| Équipe 1         | Résultat | Équipe 2                        | Aller | Retour |
| ---------------- | -------- | ------------------------------- | ----- | ------ |
| Nissan Motors FC | 6 - 0    | Geylang United FC               | 6 - 0 | 0 - 0  |
| Abahani KC       | 0 - 1    | East Bengal Club                | 0 - 0 | 0 - 1  |
| Pupuk Kaltim     | 9 - 0    | Karachi Port Trust FC           | 6 - 0 | 3 - 0  |
| Sinugba FC       | -        | Représentant de la Corée du Sud | -     | -      |

### Deuxième tour
Le deuxième tour ne concerne que les clubs d'Asie de l'Ouest.
| Équipe 1      | Résultat | Équipe 2    | Aller | Retour |
| ------------- | -------- | ----------- | ----- | ------ |
| Al Nasr Riyad | 2 - 0    | Al Ahli     | 2 - 0 | 0 - 0  |
| Al Ramtha SC  | 2 - 1    | Dhofar Club | 1 - 0 | 1 - 1  |

- Les clubs de Kazma Sporting Club (Koweït) et de Malavan FC (Iran) sont exempts et accèdent directement aux quarts de finale.

### Quarts de finale
| Équipe 1            | Résultat | Équipe 2           | Aller | Retour |
| ------------------- | -------- | ------------------ | ----- | ------ |
| Al Ramtha SC        | 1e - 1   | Malavan FC         | 0 - 0 | 1 - 1  |
| Kazma Sporting Club | 1 - 3    | Al Nasr Riyad      | 0 - 1 | 1 - 2  |
| East Bengal Club    | 1 - 7    | Nissan Motors FC   | 1 - 3 | 0 - 4  |
| Pupuk Kaltim        | -        | Sinugba FC forfait | -     | -      |

### Demi-finales
| Équipe 1         | Résultat | Équipe 2      | Aller | Retour |
| ---------------- | -------- | ------------- | ----- | ------ |
| Al Ramtha SC     | 0 - 3    | Al Nasr Riyad | 0 - 1 | 1 - 2  |
| Nissan Motors FC | 2 - 0    | Pupuk Kaltim  | 2 - 0 | 0 - 0  |

### Finale
| Équipe 1      | Résultat | Équipe 2         | Aller | Retour |
| ------------- | -------- | ---------------- | ----- | ------ |
| Al Nasr Riyad | 1 - 6    | Nissan Motors FC | 1 - 1 | 0 - 5  |